# Mürz
Mürz är en biflod till floden Mur i den österrikiska delstaten Steiermark. Floden Mürz vars namn ursprungligen är slavisk (Muorica) och betyder lilla Mur är 98 kilometer lång. De båda källflödena Stille Mürz och Kalte Mürz flyter upp norr om Schneealpe vid gränsen till Niederösterreich. Den s-formade Mürzdalen börjar vid Frein an der Mürz och slutar vid Bruck an der Mur där floden Mürz mynnar i floden Mur.
Medelvattenföringen vid Kapfenberg några kilometer före mynningen är 20,2 m³/s.
Vid floden Mürz ligger städerna Mürzzuschlag och Kapfenberg. Genom den nedre Mürzdalen går Sydbanan och motortrafikleden S6.